# Puschkin-Klasse
Die Puschkin-Klasse, auch Puschkin-Typ oder Puschkin-Serie, war eine Baureihe von 25 sowjetischen Fischereifabrikschiffen. Die 1954 bis 1957 bei den Kieler Howaldtswerken gebauten Schiffe waren die ersten in Deutschland konstruierten und gebauten Heckfänger.

## Geschichte
Nach erfolgreichen Versuchen mit den Schiffen Oriana und Fairfree hatte die Reederei Christian Salvesen aus Leith 1954 den weltweit ersten auch als solchen konstruierten Fabrikheckfänger Fairtry bauen lassen. Noch vor der Ablieferung dieses richtungsweisenden Schiffes hatten die Kieler Howaldtswerke einen Vertrag mit der sowjetischen Außenhandelsorganisation Sudoimport über die Lieferung von zehn Fabrikheckfängern ab dem Jahr 1955 geschlossen. Der in Deutschland konstruierte Entwurf ähnelte im Wesentlichen dem des Fairtry-Typs, unterschied sich aber in Details, wie der Führung des Schleppgeschirrs oder der Maschinenausrüstung. Die CoCom in Paris (Koordinationsausschuss für mehrseitige Ausfuhrkontrollen) hatte zunächst Einwände wegen der Radarausrüstung und der Geschwindigkeit der Fischfabrikschiffe, woraufhin die Schiffe ohne Radaranlagen und mit gedrosselten Antriebsmotoren gebaut wurden. Nach dem ersten Baulos, das bis 1956 fertiggestellt wurde, folgte ein zweites über weitere 15 Schiffe, die bis 1957 abgeliefert werden sollten. Davon wurden letztlich aber nur 14 gebaut. 1957 lieferte die Rickmerswerft dann den ersten Heckfänger für den Betrieb unter deutscher Flagge, die Heinrich Meins.
In einem im Mai 1959 vorgelegten Memorandum beschäftigte sich auch die CIA mit dem Bau der Fabriktrawler in Kiel.

## Die Schiffe
| Puschkin-Klasse           | Puschkin-Klasse | Puschkin-Klasse | Puschkin-Klasse    | Puschkin-Klasse                                                                                       |
| Bauname                   | Bau- nummer     | IMO- Nummer     | Ablieferung        | Umbenennungen und Verbleib                                                                            |
| ------------------------- | --------------- | --------------- | ------------------ | --- |
| Pushkin                   | 1001            | 5287512         | 16. Juni 1955      | Ab 6. Januar 1982 bei Cantieri Navali della Palmaria in La Spezia verschrottet.                       |
| Gogol                     | 1002            | 5132808         | 16. Juli 1955      | Ab 28. Februar 1982 bei DeCoMar in La Spezia verschrottet.                                            |
| Nekrasov                  | 1003            | 5248712         | 19. August 1955    | Ab 17. Januar 1981 bei DeCoMar in La Spezia verschrottet.                                             |
| Dobrolyubov               | 1004            | 5091212         | 20. September 1955 | 1982 in der Sowjetunion verschrottet.                                                                 |
| Nikolay Ostrovskiy        | 1005            | 5244962         | 15. Oktober 1955   | 1968 N. Ostrovskiy, im Frühjahr 1982 in der Sowjetunion verschrottet.                                 |
| Dostoyevskiy              | 1006            | 5093284         | 12. November 1955  | 1981 in der Sowjetunion verschrottet.                                                                 |
| Serafimovich              | 1007            | 5320546         | 6. Dezember 1955   | Ab 23. Juli 1985 bei Stretford Shipbreakers in Birkenhead verschrottet.                               |
| Saltykov-Shchedrin        | 1008            | 5308081         | 24. Dezember 1955  | 1981 in der Sowjetunion verschrottet.                                                                 |
| Chekhov                   | 1009            | 5069300         | 15. Januar 1956    | Ab 1. Juli 1985 bei Stretford Shipbreakers in Birkenhead verschrottet.                                |
| Novikov-Priboy            | 1010            | 5258547         | 31. Januar 1956    | Ab Oktober 1986 bei Salvamento y Demolicion Naval in Villanueva y Geltru verschrottet.                |
| Izhevsk                   | 1021            | 5158448         | 15. März 1956      | 1983 in der Sowjetunion verschrottet.                                                                 |
| Yaroslavl                 | 1022            | 5170434         | 26. März 1956      | Ab 24. Juni 1985 bei Stretford Shipbreakers in Birkenhead verschrottet.                               |
| Zlatoust                  | 1023            | 5399028         | 19. März 1956      | Ab 1986 als Hulk genutzt.                                                                             |
| Zavolzhsk                 | 1024            | 5397939         | 9. April 1956      | Ab September 1986 bei Salvamento y Demolicion Naval in Villanueva y Geltru verschrottet.              |
| Khabarovsk                | 1025            | 5067699         | 29. April 1956     | 1985/86 im Register gelöscht und als Hulk genutzt.                                                    |
| Stalinabad                | 1026            | 5337874         | 26. Mai 1956       | 1962 Dushanbe, ab 18. September 1990 bei Sadan Kalkavan Ticaret in Aliaĝa verschrottet.               |
| Sverdlovsk                | 1027            | 5346631         | 28. Juni 1956      | 1983 in der Sowjetunion verschrottet.                                                                 |
| Ashkhabad                 | 1028            | 5026774         | 16. Juli 1956      | 1983 in der Sowjetunion verschrottet.                                                                 |
| Voroshilovgrad            | 1029            | 5244003         | 14. August 1956    | 1958 Murmansk, ab Oktober 1986 bei Salvamento y Demolicion Naval in Villanueva y Geltru verschrottet. |
| Zhigulevsk                | 1030            | 5171971         | 5. September 1956  | Ab 1985 als Hulk genutzt, ab 7. März 1989 bei Carlo Eguia Ferri in Bilbao verschrottet.               |
| Severnoye Ciyaniye        | 1031            | 5321370         | 2. Oktober 1956    | 1983 in der Sowjetunion verschrottet.                                                                 |
| Vitebsk                   | 1032            | 5382568         | 22. Oktober 1956   | 1981 in der Sowjetunion verschrottet.                                                                 |
| Ulyanovsk                 | 1033            | 5372355         | 22. März 1957      | Ab 1. August 1982 bei Cantieri Navali della Palmaria in La Spezia verschrottet.                       |
| Kazan                     | 1034            | 5184368         | 29. April 1957     | Ab 3. Januar 1983 bei DeCoMar in La Spezia verschrottet.                                              |
| Daten: Miramar Ship Index |                 |                 |                    | |